# Club Alianza Lima Vóley
O  Club Alianza Lima Vóley, que é um clube de voleibol peruano da cidade de Lima. Atualmente disputa a Liga Nacional Superior de Voleibol que conquistou a medalha de bronze no Campeonato Sul-Americano de Clubes de 1991 no Brasil, e também a prata na edição do Campeonato Sul-Americano de Clubes Campeões de 1994 no Peru, este último não organizado pela CSV, e tricampeão nacional na variante feminina

## Títulos conquistados

### Voleibol feminino
0 Campeonato Sul-Americano de Clubes:
- Vice-campeão:2025
- Terceiro posto: 1991[3]

 0 Copa Sul-Americana de Clubes Campeões:
- Vice-campeão:1994[4]

 3 Campeonato Peruano
- Campeão: 1990[2],1992[2], 1993[2], 2023-24
- Vice-campeão: 2021.

 1 Liga Peruana Juvenil
- Campeão:2012[6]
- Vice-campeão:2011[6], 2014[9]
- Terceiro posto:2013[8],2018[11]

 1 Campeonato Nacional Infantojuvenil
- Campeão: 2015[10]

### Voleibol masculino
1 Torneio Internacional de Arequipa
- Campeão:2011[7]